# Chenaud
Chenaud korábbi község Franciaországban, Dordogne megyében. Lakosainak száma 359 fő (2018. január 1.).
2016. január 1-jén Parcoul korábbi községgel egyesült és az így létrejött Parcoul-Chenaud új község része lett.

## Népesség
A település népességének változása:
| Lakosok száma | 517  | 456  | 350  | 313  | 321  | 317  | 321  | 329  | 356  | 359  |
|               | 1962 | 1968 | 1982 | 1990 | 1999 | 2008 | 2011 | 2013 | 2017 | 2018 |